# Rhamnapoderus spinosus
Rhamnapoderus spinosus es una especie de coleóptero de la familia Attelabidae.

## Distribución geográfica
Habita en Sudáfrica, Tanzania, República Democrática del Congo y  Zimbabue.